# Къдрава манукодия
Къдравата манукодия (Manucodia comrii) е вид птица от семейство Райски птици (Paradisaeidae).

## Разпространение и местообитание
Разпространен е в Папуа Нова Гвинея.